# Lerbæk (Elling Sogn)
 For alternative betydninger, se Lerbæk. (Se også artikler, som begynder med Lerbæk)
Lerbæk er en Hovedgård beliggende i Elling Sogn, Horns herred, Hjørring Amt, nu Frederikshavn Kommune.
Lerbæk var i sidste halvdel af 1400 tallet en avlsgård eller fæstegård, den tilhørte i 1466 rigsråden Mourids Nielsen Gyldenstierne til Ågård, der i 1480 tog låsebrev på den, og er formentlig ved arv gennem datteren Anne Mouridsdatter Gyldenstierne, gift med Oluf Stigen Krognos, kommet til deres søn Oluf Mouridssen Krognos, der havde forlenet den til Jens Pedersen, hvis enke Anne munksdatter derefter en tid må have haft gården. I 1573 døde Oluf Mouridsen Krognos som sidste mand af slægten.
Hovedbygningen er omgivet af grave og opført i sidste halvdel af 1600 tallet af bindingsværk med små profilerede knægte under tagskægget. Den enkle, rektangulære længe har halvvlamede gavle, og midterpartiet er omkring 1800 forhøjet og murene er glatpudset. Noget senere er der midt for gårdsiden tilføjet et indgangsparti med trappe. Et par døre med knækkede profilkarme fra 1700 tallet er bevaret. Lerbæk Hovedgård er på 246 hektar

## Ejere af Lerbæk
- 1466 – 1490 Mourits Nielsen Gyldenstierne
- 1490 – 1545 Anne Mouritsdatter Gyldenstierne
- 1545 – 1554 Mourits Olufsen Krognos
- 1554 – 1573 Oluf Mouritsen Krognos
- 1574 – 1593 Mourits Podebusk
- 1593 – 1621 Otte Christoffer Rosenkrantz
- 1621 – 1664 Steen Rodsteen
- 1664 – 1689 Jens Rodsteen
- 1689 – 1720 Otte Arenfeldt
- 1720 – 1739 Sten Hohendorff Arenfeldt
- 1739 – 1762 Niels Sørensen Wiirnfeldt
- 1762 – 1768 Frederik Nielsen Wiirnfeldt
- 1768 – 1773 Jacob Severin Nielsen Wiirnfeldt
- 1773 – 1774 Ida Marie Gesmell
- 1774 – 1792 Jørgen Braegaard
- 1792 – 1795 Marcus Gjøe Rosenkrantz
- 1795 – 1816 Søren Braegaard
- 1816 – 1820 Christian Frederik Møller
- 1820 – 1827 Mads R. Bang
- 1827 – 1835 Nationalbanken
- 1835 – 1839 Daniel Poppe
- 1839 – 1840 Carl Frederik Martens
- 1840 – 1877 Magnus von Buchwald
- 1877 – 1880 Anna Sophie Angelique von Buchwald (grevinde Scheel)
- 1880 – 1886 Frederik (Frits) Henrik Buchwald
- 1886 – 1909 Frederik Jacobsen
- 1909 – 1909 Johannes Kjærgaard (til et konsortium, som solge til M.Jørgensen, der solge til Løvenskjold)
- 1910 – 1913 Herman Løvenskjold
- 1913 – 1917 Esben Kjær
- 1917 – 1918 M.P.Holm
- 1918 – 1922 Steen Giebelhausen
- 1922 – 1923 Købmands og Haandværkerbanken i Aarhus
- 1923 – 1953 Christian Nielsen
- 1953 – 1984 E.Bøggild Nielsen
- 1984 – 1994 Poul Navne Petersen
- 1994 – Lerbæk Hovedgård A/S